# Chaetocnema greenica
Chaetocnema greenica  (лат.) — вид жуков-листоедов рода Chaetocnema трибы земляные блошки из подсемейства козявок (Galerucinae, Chrysomelidae). Южная Азия.  

## Распространение
Встречаются в Южной Азии (Индия).

## Описание
Длина 2,15—2,25 мм, ширина 1,19—1,21 мм. От близких видов отличается комбинацией следующих признаков: спинная сторона полностью металлически-зелёная, переднегрудь чрезвычайно выпуклая и почти такая же широкая, как и основания надкрылий, орбитальная и надантеннальная борозды отсутствуют, орбитум слит с вертексом. Переднеспинка и надкрылья гладкие, зеленоватые. Антенномеры усиков желтовато-коричневые (А1–4) или коричневые (А5–11), лапки и голени желтовато-коричневые, передние и средние бёдра желтовато-коричневые, задние бёдра коричневые с металлическим зелноватым оттенком. Голова гипогнатная (ротовые органы направлены вниз). Надкрылья покрыты несколькими рядами (6—8) многочисленных мелких точек — пунктур. Бока надкрылий выпуклые. Второй и третий вентриты слиты. Средние и задние голени с выемкой на наружной стороне перед вершиной. Переднеспинка без базальной бороздки. Вид был впервые описан в 2019 году в ходе ревизии ориентальной фауны рода Chaetocnema, которую провели энтомологи Александр Константинов (Systematic Entomology Laboratory, USDA, c/o Smithsonian Institution, National Museum of Natural History, Вашингтон, США) и его коллеги из Китая (Ruan Y., Yang X., Zhang M.) и Индии (Prathapan K. D.).